# Euchorthippus transcaucasicus
Euchorthippus transcaucasicus är en insektsart som beskrevs av Yu S. Tarbinsky 1930. Euchorthippus transcaucasicus ingår i släktet Euchorthippus och familjen gräshoppor. Inga underarter finns listade i Catalogue of Life.